# Волосы Пеле
«Во́лосы Пе́ле» (англ. Pele's hair — волосы богини Пеле) — нитевидная (или капиллярная) форма лавы в виде волокон из вулканического стекловолокна. Нити образуются за счёт растяжения расплавленных базальтовых фонтанов, потоков, лавопадов и всплесков лавы, которая быстро остывает в воздухе на ветру.

## Термин
В 1840 году геолог Джеймс Дэна описал волосы Пеле (англ. Pele's hair) на вулкане Килауэа.
В современную научную литературу эту волосовидную капиллярную форму лавы ввёл в 1967 году американский вулканолог Гордон Макдональд и назвал гавайским термином, в честь Пе́ле — богини вулканов, известной в гавайской мифологии как повелительница огня и сильного ветра.
В Исландии такие вулканические образования называют «ведьмины волосы» (исл. nornahár).

## Описание
Образуются из лавы с температурой около 1160 °C.
Волосы Пеле — тонкие и лёгкие, поэтому ветер разносит их на большие расстояния. Они откладываются в трещинах и понижениях рельефа.
Имеют золотисто-жёлтый цвет, блестят на солнце, похожи на человеческий волос или тонкую сухую солому. Длина значительно варьируется (крайне ломкие), обычно 5—15 см (редко до 2 метров), диаметр 0,5—2 мм.
Волокна очень хрупкие, со временем, на ветру и при тряске разрушаются и превращаются в песок и пыль.

## Распространение
Волосы Пеле широко представлены вокруг действующих вулканов с высокотемпературной (очень текучей жидкой) лавой, особенно на вулкане Килауэа на острове Гавайи, США.
Встречается также на других активных вулканах:
- Италия — вулкан Этна
- Исландия — активные вулканы
- Никарагуа — вулкан Масая
- Эфиопия — вулкан Эртале

## Производство и применение
- В производстве создаётся и используется схожее по свойствам базальтовое волокно или каменная вата.
- Аналогичная структура — стекловолокно и минеральная вата.

Применяется как изоляционные и фильтрующие материалы.

## Интересные факты
Гавайцы традиционно считают, что они должны жить в гармонии со всеми природными созданиями, поэтому не рекомендуют собирать любые формы лавы, тем более что «волосы Пеле» невозможно перевозить из-за их хрупкости. Кроме того, Федеральный закон запрещает брать что-либо из национальных парков. Каждый год большое количество лавы отправляется обратно на Гавайи людьми, которые верят, что стали невезучими после того, как привезли её домой.